# Manistique
Manistique è un comune degli Stati Uniti d'America, situato nello Stato del Michigan, nella contea di Schoolcraft, della quale è il capoluogo.